# Chiesa di San Lorenzo (Breggia)
La chiesa parrocchiale di San Lorenzo è un edificio religioso che si trova a Muggio, frazione di Breggia in Canton Ticino.

## Storia
L'edificio viene nominato indirettamente in documenti storici risalenti al 1578, ma l'edificio venne completamente ricostruito tra il 1739 e il 1760 in stile tardobarocco su progetto dell'architetto Giuseppe Fontana.

## Descrizione
La chiesa, internamente decorata da affreschi del 1760, si presenta con pianta a navata unica e coro emiciclico, con diverse cappelle laterali.